# 6 يونيو
- السبت
- الأحد
- الاثنين
- الثلاثاء
- الأربعاء
- الخميس
- الجمعة

- 314 ذو الحجة 1446  هـ
- 15 ذو الحجة 1446  هـ
- 26 ذو الحجة 1446  هـ
- 37 ذو الحجة 1446  هـ
- 48 ذو الحجة 1446  هـ
- 59 ذو الحجة 1446  هـ
- 610 ذو الحجة 1446  هـ
- 711 ذو الحجة 1446  هـ
- 812 ذو الحجة 1446  هـ
- 913 ذو الحجة 1446  هـ
- 1014 ذو الحجة 1446  هـ
- 1115 ذو الحجة 1446  هـ
- 1216 ذو الحجة 1446  هـ
- 1317 ذو الحجة 1446  هـ
- 1418 ذو الحجة 1446  هـ
- 1519 ذو الحجة 1446  هـ
- 1620 ذو الحجة 1446  هـ
- 1721 ذو الحجة 1446  هـ
- 1822 ذو الحجة 1446  هـ
- 1923 ذو الحجة 1446  هـ
- 2024 ذو الحجة 1446  هـ
- 2125 ذو الحجة 1446  هـ
- 2226 ذو الحجة 1446  هـ
- 2327 ذو الحجة 1446  هـ
- 2428 ذو الحجة 1446  هـ
- 2529 ذو الحجة 1446  هـ
- 261 محرم 1447  هـ
- 272 محرم 1447  هـ
- 283 محرم 1447  هـ
- 294 محرم 1447  هـ
- 305 محرم 1447  هـ
- 16 محرم 1447  هـ
- 27 محرم 1447  هـ
- 38 محرم 1447  هـ
- 49 محرم 1447  هـ

6 يونيو أو 6 حُزيران أو 6 يونيه أو يوم 6 \ 6 (اليوم السادس من الشهر السادس) هو اليوم السابع والخمسون بعد المئة (157) من السنوات البسيطة، أو اليوم الثامن والخمسون بعد المئة (158) من السنوات الكبيسة وفقًا للتقويم الميلادي الغربي (الغريغوري). يبقى بعده 208 يوما لانتهاء السنة.

## أحداث
- 1664 - تغير اسم المستعمرة الهولندية نيو أمستردام الموجودة على الساحل الغربي من المحيط الأطلسي إلى نيويورك.
- 1809 - صدور الدستور الحديث للسويد الذي يجعل منها ملكية دستورية، وقد جاء هذا الدستور بعد هزيمة السويد في الحرب ضد الإمبراطورية الروسية والتي انتهت بتنازل السويد عن فنلندا لصالح روسيا.
- 1913 - صدور العدد الأول من مجلة «روزى كورد» في إسطنبول.
- 1919 - الفنلنديون يقررون إنهاء أكثر من قرنين من السيادة الروسية على بلادهم بالحصول على الاستقلال التام بعد الاستقلال الجزئي الذي حصلت عليه في بداية القرن العشرين.
- 1925 - تأسيس مؤسسة كرايسلر العملاقة للسيارات.
- 1933 -
  - الملك فؤاد يفتتح كوبري الخديوي إسماعيل - قصر النيل فيما بعد.
  - افتتاح أول سينما للسيارات في ولاية نيوجيرسي.
- 1944 - إنزال قوات الحلفاء على شواطئ نورمندي الفرنسية وذلك أثناء الحرب العالمية الثانية.
- 1967 - القوات الإسرائيلية تدخل القدس، ووزير الدفاع الإسرائيلي يصرح بأنهم استولوا على القدس وإنهم في الطريق إلى بابل، وذلك في ثاني أيام حرب الأيام الستة.
- 1976 - اندلاع اضطرابات سويتو في جمهورية جنوب إفريقيا.
- 1982 - الجيش الإسرائيلي بقيادة أرئيل شارون يدخل لبنان ويتوغل داخل أراضيها حتى وصل إلى العاصمة بيروت.
- 1984 - الجيش الهندي يقتحم المعبد الذهبي بمدينة «أرميتسار» أقدس مقدسات السيخ لتطهيره من المتمردين الذين هربو إليه في عملية عرفت باسم النجمة الزرقاء مما أدى إلى انتقام السيخ بعدها بأربع أشهر باغتيال رئيسة الحكومة أنديرا غاندي.
- 2004 -
  - محكمة إسرائيلية تحكم على مروان البرغوثي بالمؤبد خمس مرات إضافة إلى 40 سنة.
  - مقتل مصور قناة بي بي سي في الرياض من قبل مسلحين بسيارة مسرعة أثناء تصويره منزل أحد منتسبي تنظيم القاعدة.
- 2011 - السلطات السورية تعلن عن وقوع مجزرة في بلدة جسر الشغور راح ضحيتها 120 من عناصر الأمن على أيدي مسلحين معارضين. نفت مصادر المعارضة وقوع مجزرة إلا أن روايات شهود عيان أكدت وقوع اشتباكات بين مسلحين معارضين، وعناصر المخابرات العسكرية ومقتل وإعدام عدد كبير منهم.
- 2015 -
  - نادي برشلونة الإسباني يفوز بدوري أبطال أوروبا لعام 2015 بعد تغلبه على يوفينتوس الإيطالي بنتيجة 3-1 في النهائي الذي أقيم في برلين.
  - محكمة الأمور المستعجلة المصرية تلغي حكما سابقا باعتبار حماس منظمة إرهابية، والحركة تعتبره تصحيحا لخطأ سابق.
- 2018 - مقتل 18 وإصابة أكثر من 90 شخصًا في انفجار كدس للعتاد مخزن في حسينية في مدينة الصدر في بغداد.
- 2023 - تدمير سد كاخوفكا الواقع على نهر دنيبر في مقاطعة خيرسون بأوكرانيا، ممَّا سبب فيضاناتٍ واسعة أدَّت إلى إخلاء العديد من القُرى والبلدات.

## مواليد
- 1599 - دييغو بيلاثكيث، رسام إسباني.
- 1799 - ألكسندر بوشكين، شاعر روسي.
- 1850 - كارل فرديناند براون، عالم فيزياء ألماني حاصل على جائزة نوبل في الفيزياء عام 1909.
- 1857 - ألكسندر ليابونوف، عالم رياضيات روسي.
- 1868 - روبرت فالكون سكوت، مستكشف بريطاني.
- 1875 - توماس مان، أديب ألماني حاصل على جائزة نوبل في الأدب عام 1929.
- 1901 - أحمد سوكارنو، رئيس إندونيسيا.
- 1903 - آرام خاتشاتوريان، موسيقي أمريكي من أصل أرمني.
- 1911 - أمين طليع، محامي وأستاذ جامعي وقاضي وكاتب لبناني.
- 1929 -
  - عزيزة حلمي، ممثلة مصرية.
  - سونيل دوت، ممثل هندي.
- 1933 - هاينريخ روهرير، عالم فيزياء سويسري حاصل على جائزة نوبل في الفيزياء عام 1986.
- 1934 - ألبير الثاني، ملك بلجيكا.
- 1938 - أحلام وهبي، مغنية وممثلة عراقية.
- 1939 - آمال رمزي، ممثلة مصرية.
- 1943 -
  - ريتشارد سمولي، عالم كيمياء أمريكي حاصل على جائزة نوبل في الكيمياء عام 1996.
  - ذهني الوحيدي، وزير سابق فلسطيني.
- 1944 - هاني السعدي، كاتب وممثل فلسطيني.
- 1951 - نعيمة إلياس، ممثلة مغربية.
- 1952 - يوسكي هونما، ملحن ياباني.
- 1958 - مروان البرغوثي، سياسي فلسطيني.
- 1962 - مصطفى الآغا، إعلامي فلسطيني.
- 1965 - ميغومي أوغاتا، مؤدية أصوات يابانية.
- 1966 - أنتوني ييبواه، لاعب كرة قدم غاني.
- 1967 - بول جياماتي، ممثل أمريكي.
- 1969 - فيرناندو ريدوندو، لاعب كرة قدم أرجنتيني.
- 1973 - أحمد الشقيري، داعي إسلامي سعودي.
- 1979 - أسامة حلال، ممثل سوري.
- 1986 - بيهافانا بالاشاندران، ممثلة هندية.
- 1987 - مبارك البلوشي، لاعب كرة قدم كويتي.

## وفيات
- 1451 - ابن طي الفقعاني، فقيه جعفري وكاتب شامي.
- 1829 - هنري ديربورن، طبيب ولواء في الجيش الأمريكي وخامس وزير حرب (وزير دفاع حالياً) للولايات المتحدة الأمريكية.
- 1843 - فريدرش هولدرلين، شاعر ألماني.
- 1861 - كاميلو بنسو، رئيس وزراء إيطاليا.
- 1891 - جون ماكدونالد، رئيس وزراء كندا.
- 1941 - لويس شيفروليه، مهندس ومؤسس شركة شيفروليه.
- 1946 - غرهارت هاوبتمان، أديب ألماني حاصل على جائزة نوبل في الأدب عام 1912.
- 1961 - كارل يونغ، عالم نفس سويسري.
- 1968 - روبرت كينيدي، سياسي أمريكي.
- 1971 - لويس أرمسترونغ، مغني وعازف جاز أمريكي.
- 1983 - محمود المليجي، ممثل مصري.
- 1996 - جورج سنيل، عالم وراثة أمريكي حاصل على جائزة نوبل في الطب عام 1980.
- 2012 - مانويل بريسيادو، لاعب ومدرب كرة قدم إسباني.
- 2015 -
  - روني جيلبرت، مغنية و مؤلفة أغاني فلكلوريّة أمريكيّة.
  - فراس السيد، لاعب كمال أجسام سوري.
- 2016 -
  - كيمبو سلايس، ملاكم وممثل أمريكي.
  - مطاع صفدي، مفكر سوري.
- 2020 - رمضان شلح، سياسي فلسطيني.
- 2021 -
  - محمد فردوس أتاسي، مُخرج سوري.
  - جهاد خازر المجالي، قاضي عسكري أردني.
  - منصور عجة، رجل أعمال سعودي فرنسي.
  - كاميلا أمادو، ممثلة برازيلية.
- 2022 - عزيز كردي، كاتب ومترجم عراقي.

## أعياد ومناسبات
- اليوم الوطني في السويد.
- اليوم العالمي للغة الروسية.
- يوم الذكرى في كوريا الجنوبية.

## وصلات خارجية
- وكالة الأنباء القطريَّة: حدث في مثل هذا اليوم.
- النيويورك تايمز: حدث في مثل هذا اليوم.
- BBC: حدث في مثل هذا اليوم.